# Светоније Паулин
Гај Светоније Паулин (1. век н. е.) је био римски војсковођа.

## Биографија
Године 40. Паулин је био претор, а следеће године именован је за гувернера Мавретаније. У Калигулиној служби угушио је побуну у планинским деловима Мавретаније. Године 58. био је конзул, а следеће године именован је за гувернера Британије. Паулин је напао острво Мону где се налазио центар британских друида и угушио Будикин устанак. Учествовао је и у грађанском рату 68. године познат као Година четири цара у војсци цара Отона. Заробљен је од стране Вителијеве војске, али је помилован јер је, наводно, намерно изгубио битку. Његова даља судбина није позната. 